# OpenNTPD
OpenNTPD är en BSD-licenserad NTP-server och -klient som startades av utvecklare från OpenBSD projektet.
OpenNTPD utvecklats främst av Henning Brauer.